# Vasilij Rozanov
Vasilij Vasiljevič Rozanov (rusky Василий Васильевич Розанов; 2. května 1856 Vetluga, Kostromská gubernie – 5. února 1919 Sergijev Posad) byl originální ruský filozof, spisovatel a publicista. Jeden z významných představitelů bohohledačství.

## Život a působení
Narodil se v rodině malého úředníka a poměrně brzy osiřel. Studoval jazyky na Moskevské univerzitě a ještě během studia se oženil s mnohem starší A. P. Suslovou, bývalou milenkou F. M. Dostojevského, která ho však po pěti letech opustila. Roku 1882 promoval v historii a filologii a pak učil na různých gymnáziích v Rusku a věnoval se psaní. Po neúspěchu své první knihy "O rozumění" (1886) začal psát do různých časopisů, konservativních i pokrokových, a pod různými pseudonymy zastával často i protichůdná stanoviska.

Roku 1891 se podruhé oženil s V. T. Butjaginou, ale protože jeho první žena odmítala rozvod, zůstalo při civilním sňatku, což oba velmi trápilo. Jejich manželství však vydrželo a měli spolu pět dětí. Roku 1893 se odstěhovali do Sankt Petěrburgu, kde Rozanovovi udržovali salon, kam docházela řada významných hostí. Rozanov se zabýval ruskou kulturou, Dostojevským a filosofií náboženství, ale ostře kritizoval církev, psal o manželství a sexualitě, kterou podle něho křesťané na rozdíl od Židů potlačují, ale psal i články vyloženě antisemitské.

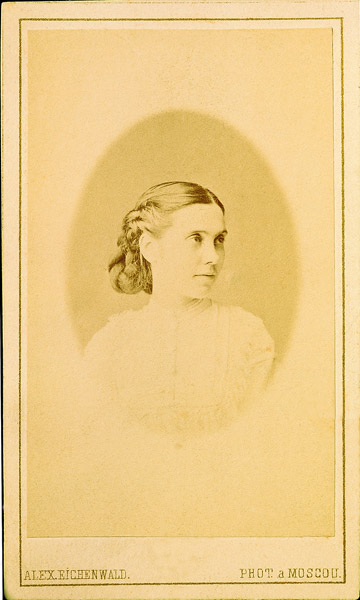
A. P. Suslova

Roku 1911 byl v Kyjevě zavražděn třináctiletý chlapec a i když podezření vedlo k zločinecké bandě Věry Čeberjakové, příslušníci Černé sotni rozšířili fámu o rituální vraždě a obvinili židovského dělníka Bejlise. Zpolitizovaný proces skončil roku 1913 fiaskem a porota Bejlise nakonec osvobodila, připustila však, že mohlo jít o rituální vraždu. Když se Rozanov k tomuto názoru připojil, musel na nátlak Merežkovského a dalších opustit Filosoficko-náboženskou společnost a většina přátel se s ním rozešla. Rozanov reagoval čtyřmi antisemitskými pamflety, ale časopisy odmítaly jeho články. Věnoval se pak i egyptskému náboženství a mnoha dalším tématům.
Od roku 1912 vydával své zápisky a aforismy (Solitaria, Spadané listy), které se dodnes vydávají a překládají. Jako přesvědčený monarchista utekl po Říjnové revoluci s rodinou do Sergijeva Posadu (později Zagorsk) u Moskvy, kde napsal Apokalypsu naší doby, výslovně se zřekl svého antisemitismu a roku 1919 zemřel.
| „                  | Dotýkal jsem se mnoha témat, ale jen letem a u žádného jsem se nezdržel. Ten let - to je můj život. Na onom světě budu bez témat. Bůh se mě zeptá: Nu, co jsi udělal? - Nic. | “ |
| — Spadané listy I. | |   |

## Česky vyšlo
- V. Rozanov, Apokalypsa naší doby. Praha: Torst 1997
- V. Rozanov, Spadané listy. Praha: Triáda 1997
- V. Rozanov, Svět ve světle ruské ideje. Praha: Oikumené 1999

## Slovensky vyšlo
- V. Rozanov, Solitéry. Bratislava: Vydavateľstvo Spolku slovenských spisovateľov, 2011
- V. Rozanov, Apokalypsa nášho veku. Bratislava: Vydavateľstvo Spolku slovenských spisovateľov, 2012